# Cazuela de barro

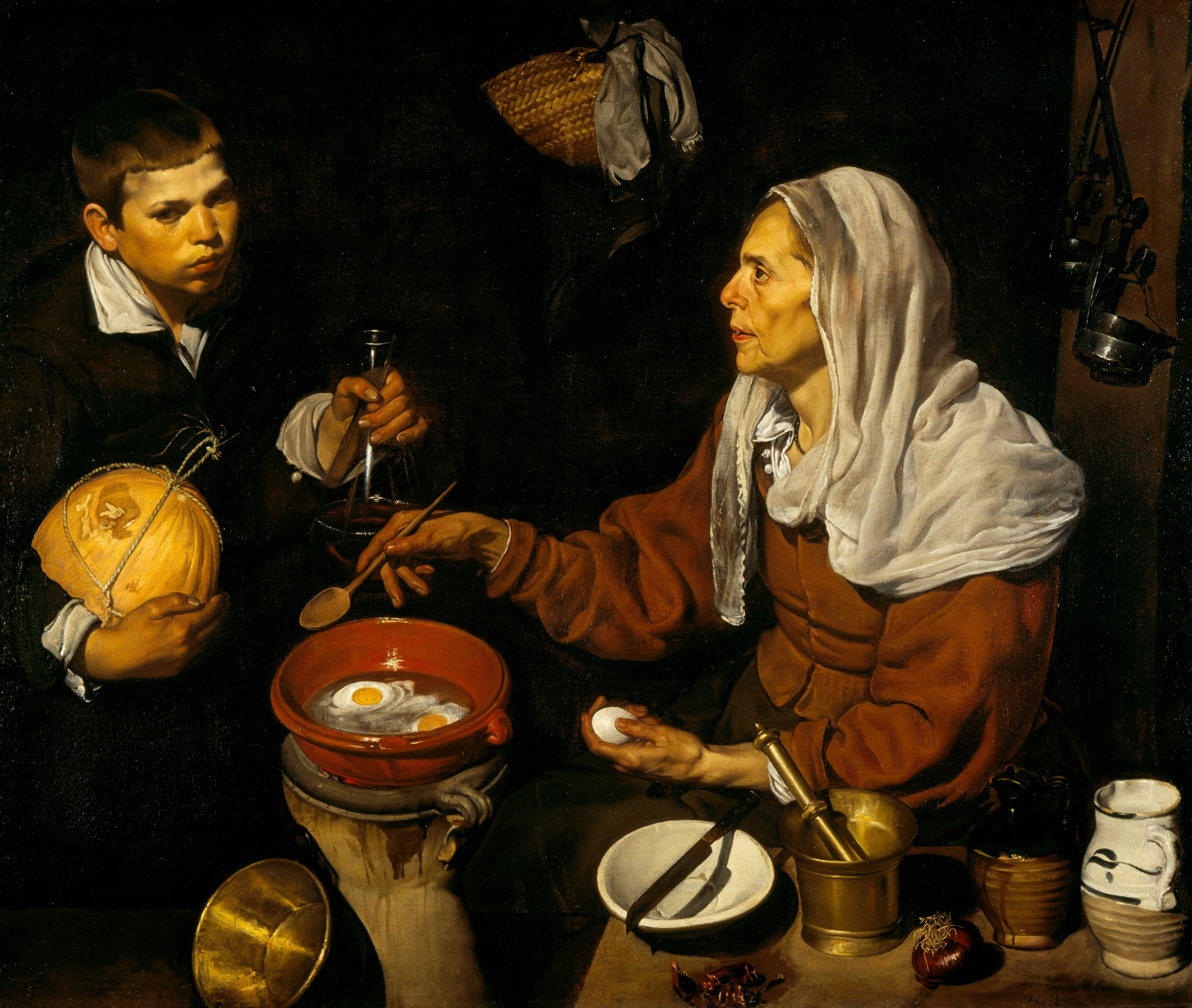
Vieja friendo huevos, målning av Diego Velázquez från 1618.

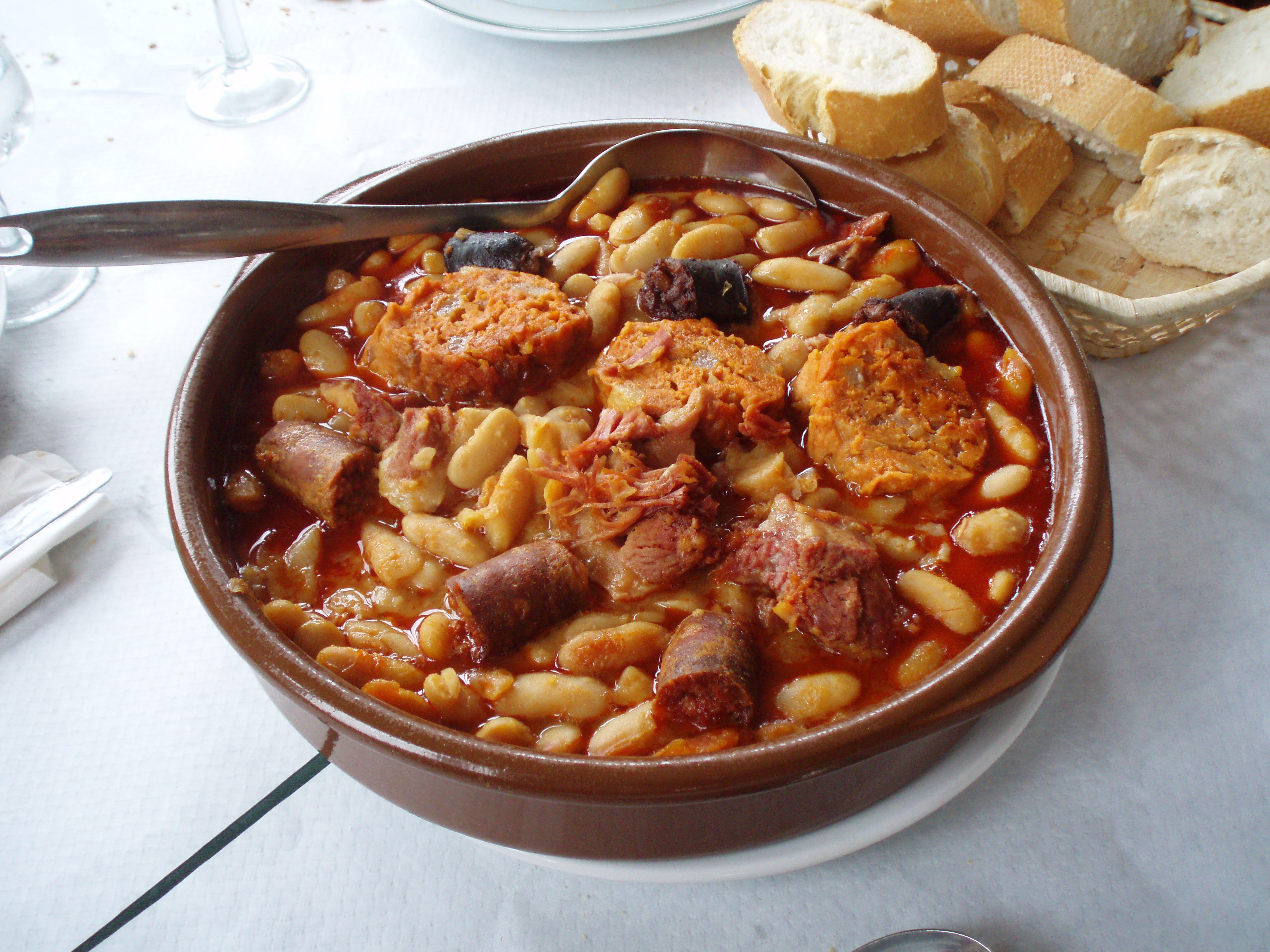
Fabada i en cazuela de barro

Cazuela de barro är ett bränt lerkärl med en låg kropp – större vidd än djup – och glaserad inuti. Det används traditionellt i spanska köket. På grund av dess närvaro i olika arkeologiska lager, kan det anses vara ett av de äldsta fynden av servis, troligen en föregångare till tallriken och skålen. Som en värmebevarande behållare tjänar det ett dubbelt syfte: för matlagning och servering. I köket används det företrädesvis för sådana maträtter som sätts in i ugnen, och som sedan serveras i cazuelan till matgästerna på bordet. I det traditionella köket i Spanien, Portugal, Frankrike, Italien och de flesta latinamerikanska länder ger det också namn åt många typiska rätter från dessa länder.
La Cazuela de arroz a la malagueña är en typisk rätt i södra Spanien. Cazuela de Habas är ett annat exempel där ingrediensen nämns, Marmitako är mer anonym (marmitako betyder på baskiska ”från grytan”).